# Biserică simultană

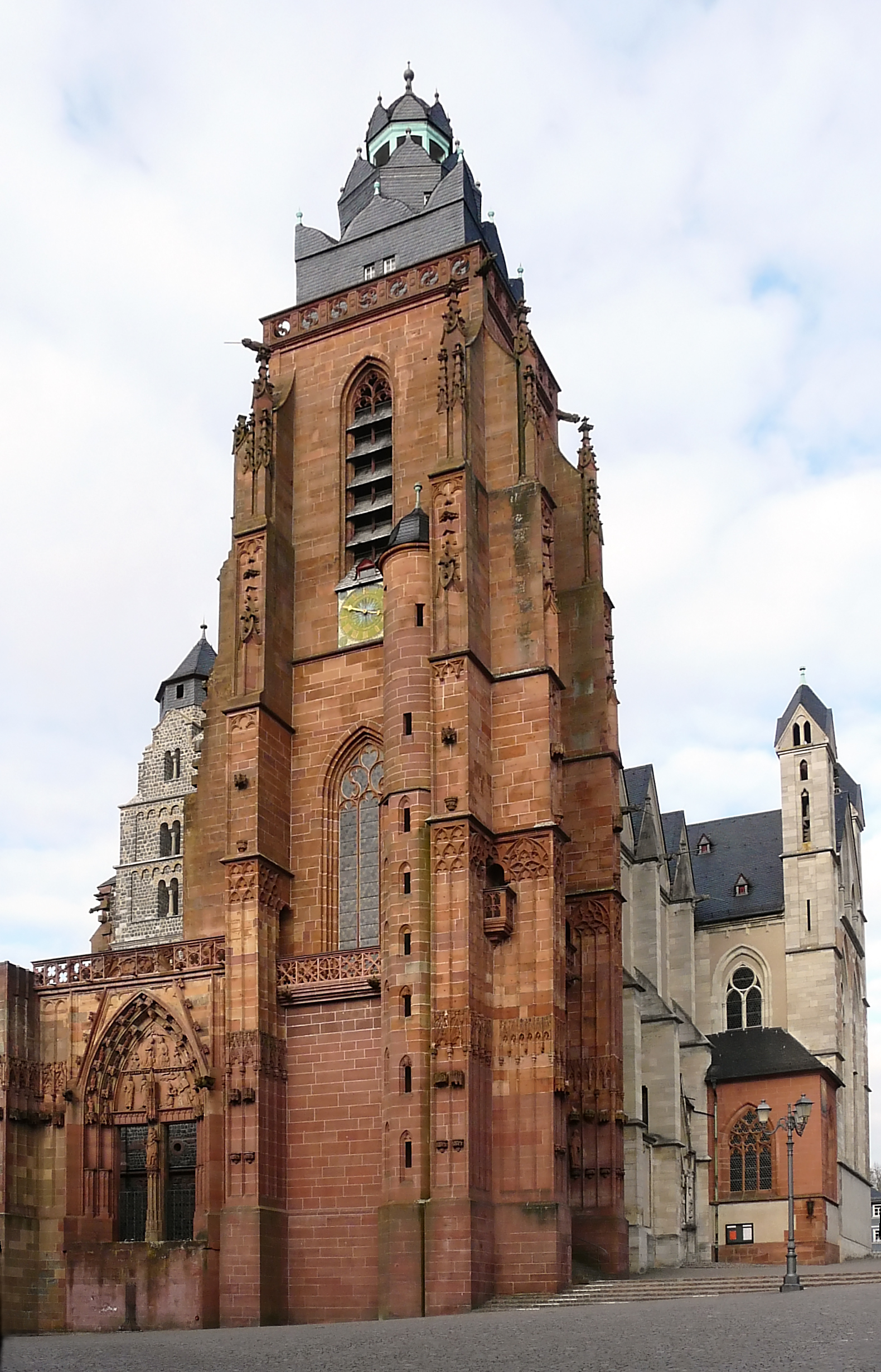
Biserica simultană din Wetzlar

Biserica simultană (în latină Simultaneum) este un lăcaș de cult folosit în comun de două sau mai multe confesiuni religioase. Cele mai multe biserici de acest fel există în Germania, în urma Reformei Protestante. Una din primele biserici simultane este Catedrala Sfântul Petru din Bautzen⁠(en)[traduceți].
În România există câteva exemple în acest sens: Biserica unitariană și reformată din Filiaș, județul Harghita (inițial romano-catolică), precum și Biserica de lemn din Mănăstirea, Maramureș, folosită de credincioșii ortodocși și greco-catolici.